# Айнбиндер, Иосиф Миронович
Иосиф Миронович Айнбиндер (25 ноября 1921, Ямполь, УССР — 27 декабря 2009, Москва) — советский и российский учёный-радиотехник и новатор, доктор технических наук, профессор.
Один из ведущих российских специалистов по системам спутниковой связи Иосиф Айнбиндер утверждал, что разработанная под его руководством многоцелевая система сбора данных через космос (ДАНКО) способна точно (до 100 метров) и мгновенно (до пяти секунд) определять места авиакатастроф. Проект планировалось внедрять в эксплуатацию с 1999 года, были получены положительные резолюции властей.

## Биография
Родился 25 ноября 1921 года в Ямполе, где окончил еврейскую среднюю школу. В 1940 году поступил в Одесский электротехнический институт связи.
Участвовал в Великой Отечественной войне с начала и до конца. За сражение под Сталинградом получил солдатскую медаль «За отвагу». Победу встретил в Варшаве, уже не пехотинцем, а связистом.
Фашисты расстреляли отца, мать и младших брата и сестру; ещё два брата погибли на фронте. Он же, демобилизовавшись, продолжил обучение в радиотехническом институте, который окончил с красным дипломом. Был рекомендован в аспирантуру Московского института связи, в котором он проработал до 1994 года. С интервалом в три года он защитил кандидатскую и докторскую диссертации.
В 1955 году группой инженеров под руководством И. М. Айнбиндера был разработан и испытан в ИРПА — первый образец однолампового блока УКВ для РПУ 2 и 3 классов на лампе 6Н3П.
Институт являлся головным по космической радиосвязи. Айнбиндер внедрил несколько своих разработок в практику, и среди специалистов космической связи считался мэтром, и его назначали главным конструктором, руководителем групп, разрабатывавших различные приборы и системы космической связи.
Он возглавил разработку первого в стране внедрённого в производство ретранслятора для спутников, серийный выпуск которого был налажен на Ярославском радиозаводе.
Ещё более крупная его разработка была реализована на Севастопольском радиозаводе — аварийные радиомаяки для международной спутниковой системы поиска и спасения Коспас-Сарсат; в Ярославле выпускались морские буи-радиомаяки и авиационные для системы Коспас-Сарсат.
В 1995 году Айнбиндер собрал группу специалистов, которые в инициативном порядке разработали проект системы сбора данных через космос (ДАНКО). В начале 1997 года правительство выделило 600 тысяч долларов на создание фрагмента экспериментального образца системы ДАНКО и проведение его лётных испытаний. Головным разработчиком системы ДАНКО был определён НИИ автоматической аппаратуры имени академика В. С. Семенихина; непосредственным руководителем работ был И. М. Айнбиндер. Аварийный радиомаяк изготовил Ярославский радиозавод. При эксперименте использовался европейский геостационарный спутник; летные испытания успешно были проведены в ЛИИ имени М. М. Громова. В январе 1999 года вице-премьер правительства Ю. Д. Маслюков дал поручение Минэкономики и Министерству финансов определить источник финансирования и представить решение о реализации системы ДАНКО. спустя три года, после доклада Айнбиндера на конференции в Магадане, все материалы по проекту ДАНКО ушли на экспертизу в штаб-квартиру ИКАО. Однако проект так и не был принят в производство Росавиакосмосом, который сообщил, что в России и впредь будет использоваться международная система КОСПАС-САРСАТ.
Умер 27 декабря 2009 года. Останки захоронены в колумбарии Николо-Архангельского кладбища.

## Публикации
- И. М. Айнбиндер — автор многих трудов по радиоприемным устройствам.
- Патент Российской Федерации
- И. М. Айнбиндер. Вопросы теории и расчета УКВ каскадов радиовещательного приемника. М. ; Л. : Госэнергоиздат, 1958 г.
- И. М. Айнбиндер. Входные каскады радиоприемников (Основы обобщенной теории и инженерного расчета). М. Связь, 1973 г.
- И. М. Айнбиндер. Шумы радиоприемников. (Основы обобщенной теории и инженерного расчета). М. Связь. 1974 г.